# アグスティン・デ・イトゥルビデ
アグスティン・コスメ・ダミアン・デ・イトゥルビデ・イ・アランブル（スペイン語: Agustín Cosme Damián de Iturbide y Arámburu, 1783年9月27日 - 1824年7月19日）は、メキシコ独立革命の指導者。メキシコ帝国の皇帝アグスティン1世（スペイン語: Agustín I、在位：1822年 - 1823年）として君臨した。

## 生涯
スペイン植民地ヌエバ・エスパーニャ（新スペイン）のバリャドリッド（現在のメキシコ合衆国ミチョアカン州モレリア）において、誕生直前にメキシコに移住したスペイン人の両親のもとに生まれた。

### メキシコ独立戦争

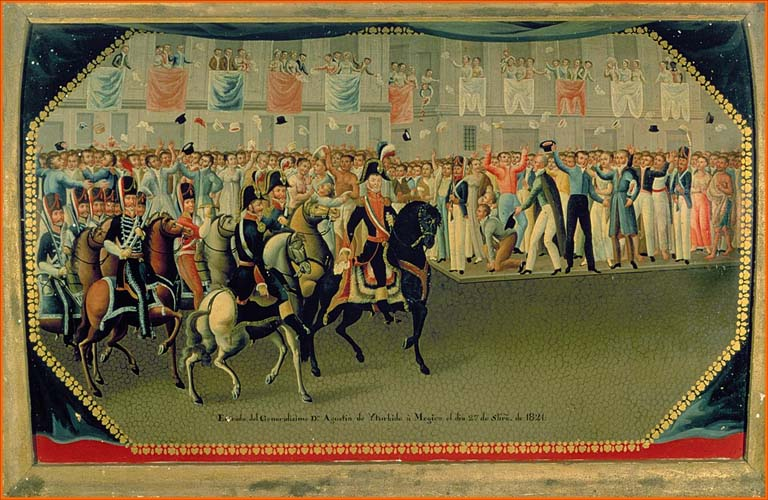
メキシコ市にて凱旋するイトゥルビデ（1821年9月27日）

1798年から1810年までスペイン軍に在籍し、中尉まで昇進した。1810年にメキシコ独立戦争が勃発した際、独立軍を鎮圧する側であるスペイン軍の一員として闘った。有能な司令官であったイトゥルビデは、1816年に北部メキシコのスペイン軍を指揮すべく配置された。しかし、次第にメキシコ独立軍に同情を寄せるようになり、反乱軍の指導者ビセンテ・ゲレロと秘密交渉をもつに至った。1820年にイトゥルビデは、指揮下のスペイン軍を率いて反乱軍に合流した。この軍は「3つの保証軍」（Ejército Trigarante）として知られる。
1821年2月、イトゥルビデとビセンテ・ゲレロはメキシコを君主制国家として独立させる保守的な独立計画である「イグアラ綱領」を公布し、統合された独立メキシコ樹立を呼びかけた。 彼らはともに他の反乱軍の糾合に成功し、メキシコからスペイン王党派を追い出し、イトゥルビデは新政権の首脳となった。この時、歴史的な過ちとして、メキシコを出てゆくスペイン人達が保有している土地とハードカレンシー（信用力のある基軸通貨）とを交換してよいとの協定に署名してしまった。スペイン人らは国中の良質の土地の権利を保有していたため、その代金の支払いでメキシコは持っていたすべての通貨をすぐに使い果たしてしまった。教会の銀の鐘や金の祭壇も溶かされてしまい、メキシコは国際社会に出現した時点で既に破産状態であった。
イトゥルビデは保守派（conservadores）と呼ばれる、ヨーロッパの王家の者を君主とする君主制国家を理想とする層の支持を得、影響を受けていた。しかし（スペインは依然としてメキシコの奪還をもくろんでいた）ヨーロッパのどの国王もメキシコの要請を受諾しなかったため、ナポレオン1世の例にならい、イトゥルビデ自らが皇帝を名乗るように説得された。

### メキシコ皇帝アグスティン1世
イトゥルビデは王権神授説を心から信じており、王室の血統を持たない者はふさわしくないと考えていたが、不承不承これを受諾した。実際、1822年5月18日の夕刻、通りに出た兵士達により皇帝推戴の宣言を受けたが、彼はバルコニーに現れ、議会の承認なしにこの栄誉を受けることを辞退した。翌朝早く議会が召集され、票決の結果77対15で皇帝に指名された。1822年7月21日、メキシコ立憲皇帝アグスティン1世として戴冠した。
アグスティン1世は軍隊を率いていたときと同じように国を治めようとし、従わない者を投獄した。彼のやり方に反対する勢力が伸張するのは早く、1823年にはグアダルーペ・ビクトリア、アントニオ・ロペス・デ・サンタ・アナらを筆頭とする各州の知事や軍隊の司令官が「カサ・マタ綱領」（Plan de Casa Mata）を作成し、イトゥルビデを倒してメキシコ共和国を樹立することを目的とした。

### 失脚
1823年3月19日、アグスティン1世は流血を起こすことなく退位し、出国に合意した。引き換えに終身にわたって年金が与えられることになった。イトゥルビデはまずイタリアへ亡命し、その後ロンドンへ移り、そこで“Statement of Some of the Principal Events in the Public Life of Agustín de Iturbide”なる自叙伝を出版した。しかし、再びメキシコへの帰国を決意し、1824年7月15日、タマウリパス州ソトラマリーナに上陸したが、そこでパディーリャの町の当局者に逮捕され、その場で直ちに射殺された。
1838年にアナスタシオ・ブスタマンテの保守党政府は、イトゥルビデの遺体をメキシコシティの大聖堂へ移し、「国家の解放者」として再評価して改めて葬儀を行った。
1865年、イトゥルビデの孫に当たるアグスティン・デ・イトゥルビデ・イ・グリーンとサルバドール・デ・イトゥルビデ・イ・マルサンは、メキシコ史上もう1人だけ存在する第二帝政の皇帝マクシミリアーノ1世の養子となった。